# Colón (partido)
Colón (Partido de Colón) is een partido in de Argentijnse provincie Buenos Aires. Het bestuurlijke gebied telt 23.179 inwoners. Tussen 1991 en 2001 steeg het inwoneraantal met 9,38 %.

## Plaatsen in partido Colón
- Colón
- El Arbolito (Villa Manuel Pomar)
- Pearson
- Sarasa